# Thibaud Chapelle
Thibaud Chapelle, född den 9 maj 1977 i Bron, Frankrike, är en fransk roddare.
Han tog OS-brons i lättvikts-dubbelsculler i samband med de olympiska roddtävlingarna 2000 i Sydney.